# Vicente Cervantes
Pour les articles homonymes, voir Cervantes.
 (mars 2019).
Si vous disposez d'ouvrages ou d'articles de référence ou si vous connaissez des sites web de qualité traitant du thème abordé ici, merci de compléter l'article en donnant les références utiles à sa vérifiabilité et en les liant à la section « Notes et références ».
Vicente Cervantes est un botaniste espagnol, né le 17 février 1758 à Zafra (province de Badajoz) et mort le 26 juillet 1829 à Mexico.

## Biographie
Il part à Madrid pour y effectuer des études de pharmacie et travaille beaucoup au Jardin botanique royal de Madrid. Il commence à travailler comme pharmacien à l'Hôpital général.
Le médecin aragonais Martin de Sessé y Lacasta (1751-1808) commence à préparer une expédition en Amérique centrale pour compléter les recherches de Francisco Hernández (1514-1578), médecin et botaniste, auteur des premières observations scientifiques sur ce continent. Cette nouvelle expédition devait également promouvoir l’enseignement des sciences dans cette province ainsi qu'à améliorer les connaissances du personnel des services sanitaires. Sessé dirige cette expédition, nommée Real Expedición Botánica a la Nueva España et recrute Cervantes comme expert en botanique. Les autres participants à cette expédition sont l'anatomiste et chirurgien José Longinos Martínez, les pharmaciens Jaime Sanseve et Juan del Castillo, accompagnés de deux jeunes peintres, Vicente de la Cerda et Atanasio Echevarría, de l'Académie de San Carlos[Laquelle ?]. La durée de l'expédition est fixée à cinq années, de 1787 à 1803 et l'objectif est d'étudier la faune, la flore, les minéraux, la géographie ainsi que les us et coutumes des habitants.
L'arrivée des Espagnols au Mexique est perçue avec méfiance par les scientifiques locaux qui ne voyaient pas d’un bon œil ces jeunes métropolitains pleins d’idées nouvelles. Ainsi, Cervantes entretient une forte polémique avec José Antonio Alzate (1737-1799), un des grands botanistes mexicains qui n'acceptait pas la nouvelle méthode de classification botanique développée par Carl von Linné (1707-1778) et adoptée par les Espagnols. Cervantes afin de diffuser ces nouvelles idées traduit le Traité de Chimie d’Antoine Lavoisier (1743-1794), afin d’unir deux importantes branches de la science : la botanique et la chimie. Rapidement, les rivalités entre Alzate et Cervantes sont aplanies et les deux hommes entament une collaboration fructueuse.
En dépit des nombreuses difficultés, le Jardin botanique est inauguré le 1er mai 1788. La chaire de botanique est dirigée par Cervantes et emploie plusieurs importants scientifiques mexicains comme  se sont incorporés, entre eux José Mariano Mociño Suárez de Figueroa (1763-1819), natif de Temascaltepec et qui avait incorporé dans l’expédition en 1789. À partir de Mexico, de nombreuses excursions sont effectuées et enrichissent le Jardin botanique par de nombreux spécimens tant animaux ou végétaux que minéraux.
Cervantes organise son enseignement en fonction de ses travaux de recherche et de la direction de la pharmacie de l’Hôpital général de San Andres, où il exerce de 1791 à 1809, année où il ouvre sa propre officine rue du Relox. Il tente, vainement, de créer en Nouvelle-Espagne, une université consacrée à l’enseignement de la pharmacie et se heurte à l’opposition du Tribunal du Protomedicato, qui régissait l'établissement des officines et qui préconisait pour les pharmaciens principalement des connaissances pratiques.
L'indépendance du Mexique proclamée par Augustin Ier le 28 septembre 1821 entraîne l’expulsion de beaucoup d'Espagnols ne reconnaissant pas cette indépendance, Vicente Cervantes en est exempt en remerciement pour les services scientifiques qu’il a rendus. Vicente Cervantes continue de vivre au Mexique jusqu'en 1829, année de sa mort.